# Петропавловская (Краснодарский край)
Петропа́вловская — станица в Курганинском районе Краснодарского края. Административный центр Петропавловского сельского поселения.

## География
Станица расположена на реке Чамлык (приток Лабы), в степной зоне, в 24 км к северо-западу от Курганинска. Через станицу проходит автомобильная трасса Усть-Лабинск — Курганинск. Ближайшая железнодорожная станция расположена в Курганинске.

### Уличная сеть
| - Денисов пер., - пер. Достоевского, - пер. Кирова, - Красный пер., - Кропоткинский пер., - пер. Крупской, - Кузнечный пер., - Курганинский пер., - пер. Ленина, - Пролетарский пер., - Речной пер., - Роговой пер., - Свободный пер., - Союзный пер., | - Базарная ул., - ул. Войкова, - ул. Володарского, - Выгонная ул., - ул. Гагарина, - ул. Д. Бедного, - Заводская ул., - Исполкомовская ул., - ул. К. Либкнехта, - ул. К. Маркса, - ул. Калинина, - ул. КИМ, - ул. Кирова, - Коллективная ул., - Комсомольская ул., - Кооперативная ул., | - Крайняя ул., - Красная ул., - Красноармейская ул., - ул. Красных Партизан, - Кропоткинская ул., - ул. Крупской, - Лабеночная ул., - ул. Ленина, - ул. Лермонтова, - ул. Луначарского, - ул. М. Горького, - Мельничная ул., - Милицейская ул., - ул. Мира, - Новая ул., - Октябрьская ул., |  | - ул. Парижской Коммуны, - Первомайская ул., - Пионерская ул., - Подгорная ул., - Пролетарская ул., - ул. Пушкина, - ул. Р. Люксембург, - Садовая ул., - ул. Свердлова, - Северная ул., - ул. Семашко, - площадь Свободы, - Степная ул., - Чамлыкская ул., - ул. Энгельса - ул. ШКМ |

## История
Станица основана в 1845 году. Входила в Лабинский отдел Кубанской области. В 1924—1929 годах была центром Петропавловского района.
Название получила от походной Петропавловской церкви, которая имелась в Тенгинском полку. Адыгское название станицы — адыг. Пхъэмбгъукъа́л — «крепость, укреплённая дощатым забором».

## Население
| 1939 | 1959  | 1979  | 2002  | 2010  | 2021  |
| ---- | ----- | ----- | ----- | ----- | ----- |
| 7861 | ↗9202 | ↘7006 | ↘6547 | ↗6683 | ↘6096 |

Национальный состав
Бо́льшая часть населения станицы — русские (92,8 %), также проживают армяне (2,6 %) и др.

### Известные люди
- Балашова, Нина Гавриловна (1926—2007) — Герой Социалистического Труда.
- Переверзев, Иван Николаевич (1928—2008) — Герой Социалистического Труда.
- Сорокин, Иван Лукич (1884—1918) — красный военачальник, участник Первой мировой и Гражданской войн